# Martina Gregor-Ness

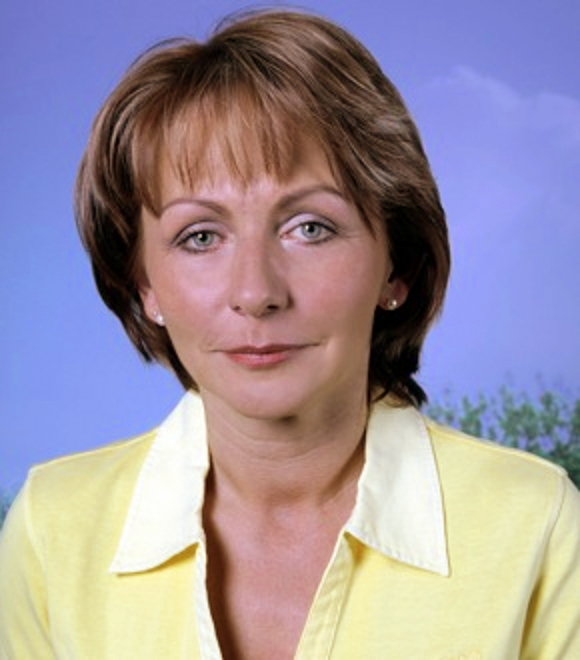
Martina Gregor-Ness

Martina Gregor-Ness, geb. Gregor (* 23. September 1959 in Altdöbern) ist eine deutsche Politikerin (SPD). Sie war von 1994 bis 2014 Mitglied des Landtages Brandenburg. Gregor-Ness saß im Aufsichtsrat des Energiekonzerns Vattenfall.

## Leben und Beruf
Nach dem Abitur begann Martina Gregor im Jahr 1980 das Studium an der Ingenieurschule für Bergbau und Energetik in Senftenberg, welches sie 1983 als Ingenieurin für Bergbautechnik/Tagebau beendete. Es folgte eine Tätigkeit als Betriebsingenieurin für Entwässerung im Braunkohletagebau Meuro. Von 1985 bis 1989 war sie als Technologin im Tagebauneuaufschluss Proschim eingesetzt. Von 1990 bis 1997 war sie verantwortliche Bearbeiterin für Entsorgung, Altlasten und Deponien der Lausitzer Bergbauverwaltungsgesellschaft mbH.
In den Jahren 2000 bis 2004 absolvierte sie ein berufsbegleitendes Studium zur Diplom-Betriebswirtin an der Verwaltungs- und Wirtschaftsakademie Cottbus.
Gregor-Ness hat zwei Kinder und war seit 2007 mit dem 2015 verstorbenen Klaus Ness (SPD) verheiratet.

## Politik
Seit 1993 ist Gregor-Ness Mitglied der SPD, in den Jahren 1999 bis 2004 war sie Vorsitzende der SPD im Landkreis Oberspreewald-Lausitz, 2004 bis 2006 stellvertretende Landesvorsitzende der SPD Brandenburg.
Ihre aktive politische Laufbahn begann als Gemeindevertreterin in Großkoschen. Im Jahr 1994 kandidierte sie für den Kreistag im Landkreis Oberspreewald-Lausitz und wurde als Abgeordnete gewählt, im selben Jahr wurde sie erstmals Mitglied des Landtages Brandenburg. Nach der Landtagswahl in Brandenburg 2014 schied sie aus dem Landtag aus.
In den Jahren 2003 bis 2019 war sie Mitglied der Stadtverordnetenversammlung Senftenberg.
Im Januar 2010 trat sie bei der Wahl des Landrates im Landkreis Oberspreewald-Lausitz als Kandidatin der SPD an, unterlag jedoch dem parteilosen Kandidaten Siegurd Heinze.
Seit 2014 ist sie Mitglied des Kreistages Oberspreewald-Lausitz und seitdem dessen Vorsitzende.

## Nebentätigkeiten und Ehrenämter
Seit Januar 2004 ist Gregor-Ness Aufsichtsratsmitglied der Klinikum Niederlausitz GmbH, seit Juni 2010 Aufsichtsratsmitglied der Vattenfall Europe Mining AG. Im Jahr 2014 wurde sie zur ehrenamtlichen Präsidentin des Landeswasserverbandstages Brandenburg gewählt.